# Derek Day
Derek Malcolm Day (Barnet, 29. studenoga 1927.) je bivši engleski hokejaš na travi. 
Osvojio je brončano odličje na hokejaškom turniru na Olimpijskim igrama 1952. u Helsinkiju igrajući za Uj. Kraljevstvo. Igrao je na dvama susretima kao vratar.
58 godina poslije (2010.) je dobio odličje zajedno s kolegom Neilom Nugentom, jer je nekad bilo predviđeno samo 11 odličja, pa su Day i Nugent odustali za kolege.

## Vanjske poveznice
- Profil na Sports-Reference.com  Arhivirana inačica izvorne stranice od 13. studenoga 2014. (Wayback Machine)
- Profil na Database Olympics